# Red Eclipse (видео игра)
Red Eclipse је мулти-платформа, бесплатна, и пуцачка игра из првог лица отвореног кода која ради на мало модификованом Cube 2 покретачу. Игра је онлајн мултиплејер базирана акција, али такође може бити и офлајн игра против ботова (bots).

## Играње
Red Eclipse је мултиплејер пуцачина у првом лицу у арени са стилом игре које упоредиве са Quake III Arena или Unreal Tournament, иако девелопер тврди да је замишљена као верзија заједничких механика у FPS арени поджанра.
Игра се састоји од различитих модова, која се може проширити са једним од четрнаест "mutators"-а. На пример, "Deathmatch" мод може да се користи у комбинацији са Instagib или са Survivor мутаторсом, мењају се како се игра игра. Ово омогућава играчима да искусе већу флексибилност и разноврсност када играју на исти начин. Ту је и седам модова - ексклузивни мутатор, који се може играти само у одређеним модовима.
Поред традиционалним модова овог жанра - међу њима "Deathmatch", "Capture the Flag" и "Defend and Control" (слично King of the Hill), Red Eclipse нуди још два начина игре. "Bomber-Ball" супротставља два тима једног против другог, са циљем бацања бомби на "циљ" непријатељском тиму пре него што она сама експлодира, и Race, у којој се играчи тркају кроз мапу где се такмиче за најбоље време или број кругова.
Ботови су такође на располагању за све модове и мутаторс-е када су тимови "кратки са људским" играчима, као и за офлајн мечеве вежбања-тренирања.
Red Eclipse-ов арсенал оружја се састоји од пиштоља, мачева, пумпарица, аутомата, бацача пламена, плазма пиштоља, пушке, бомбе, мине и ракетни бацачи, сваки са примарним и алтернативним методама-начинима паљбе. Оружје има варијабле који се могу мењати на нивоу сервера који могу да мењају своје понашање, као што су величина "честица", "прецизност", "брзина репетирања - брзина паљбе", као и оштећења које праве одређена оружја. Играчи са одговарајућим нивоима приступа могу да модификују ове "промене" током игре и да се промени искуство саме игре.

### Кретање и физика
"Impulse" и parkour систем ове игре дозвољавају играчу различите начине да се креће на нивоу преко зидног одскока, зидног трчања, енергичног трчања на терену и у ваздуху као и дупло већи скок (double-jumping). Слично је и са варијабилним оружјем, постоји списак променљивих животних средина, које омогућавају играчима да лакше праве своје "незваничне модове". Променљиве које се односе на физику, као што су висина скока или удаљеност, брзина кретања и гравитације.

### Модови и мутатори игре
Red Eclipse има 6 различитих модова игре изузимајући едитор у самој игри и демо: Deathmatch, Capture the Flag, Defend и Control, Bomber-ball и Race.
По дефолту, игра је на тимска (Алфа тим против Омега тима), осим ако играч бира FFA или Multi-мутаторе
Поред модова игре, ту је и 14 мутатора који проширују модове саме игре:
1. FFA (Слобода ѕа све) – Сви против свих
2. Multi – меч између 4 тима
3. Coop – Људи-играчи се стављају у један тим и они се боре против ботова.

1. Instagib – Један хитац - убиство ("здравље" је постављено на 1 поен) и само се игра снајперима. Пушка се може променити за мач или мине - бомбе помоћу "Medieval" или "Kaboom" мутатора.
2. Onslaught – Додаје неутралне таласе ботова и кула да се боре.

1. Vampire – Наношењем штете другим играчима, играч који наноси штету добија повећање сопственог "здравља".
2. Medieval – Само мачеви.

1. Kaboom – Бомбе и мине само.
2. Classic – Оружје се мора узети са места његовог настајања у арени, слично бившим верзијама игрице

1. Hard – Радар и регенерација "здравља" су онемогућени.
2. Duel – Два играча у исто време;други играчи су на серверу и гледају меч-дуел.

1. Survivor – Сви се стварају одма и играч који последњи остане је победник
2. Freestyle – Играчи могу да користе неограничено "impulse" покрете .

1. Resize – Сваком се мења величина у зависности од броја понеа "здравља".
2. Basic – Нема предмета који се стварају унутар арене.

Штавише, Red Eclipse-ови индивидуални модови могу имати више "мутатора" омогућено или онемогућено да би се проширио мод игре, као на пример да имате "Capture the Flag" мод са упаљеним модом "Instagib", "Teamplay", и "jetpack" мутатором, који омогућава један хитац убиство начин игре, и да играчи лете наоколо.
Она такође има и малу подршку за Sauerbraten мапе, омогућавајући играчима да играју различите Sauerbraten мапе. Међутим, због тога што Sauerbraten нема исте покрете и механику игре и оружје, мапе често не раде добро у Red Eclipse.

## Развој
Red Eclipse заснован на Cube 2 покретачу. Прва верзија (1.0) изашла је 15. марта 2011. Код игре је под Free zlib лиценцом и садржај игре је углавном под Copyleft лиценцом CC-BY-SA-3.0.

## Технички детаљи
Red Eclipse користи Cube 2 покретач, који користи 6-смерна висинска поља (или "octree") модел света. "Оctree" у Red Eclipse је коцка која се може поделити на осам мањих коцки које онда могу да ураде исто. Ово омогућава сложене геометрије нивоа и лакше уређивања које може постићи игра која је изграђена у едитору.

### Рендеровање
Приказивање оригиналноg Cube покретача претпоставља да је прекорачење (где полигони који се не појављују у завршној сцени су полузаклоњених преко z-buffer-а) процесорски интензивна од слања нових "токова" троуглова на графичку обраду за сваки кадар, који ограничава његове перформансе на веома модерном хардверу где меморијски проток има већи ограничавајући фактор. Уместо тога, Red Eclipse користи рендеринг покретач у Cube 2, који је дизајниран за модерне графичке процесорске јединице, које се не обрађују огромним серијама геометрије већ се чувају у видео меморији. Расвета је израчуната унутар датотека lightmaps-фајлови слика који одговарају на геометрију као текстуре-за ефикасно дозирање, са додатном усмереном компонентом, која омогућава ефикасне светлосних ефекате базиране на нијансама.

## Едитор (уредник) мапе
Red Eclipse задржава Cube 2 покретачки едитор мапе који је већ уграђен, у којима играч може да лети широм света манипулишући и деформишући количине које се називају коцкама. Ово, као и оружје и друго лице се убацују у реалном времену, и може се обавити кооперативно на мрежи и са другим играчима. AI (вештачка интелигенција) "waypoints" може да се динамички генерише као мапа по којој се игра. Расвета се остварује кроз већ израчунате "lightmap"-е. Сваки коцкасти чвор у "octree" представља рендеровани обим, једноставног назива - коцка. Сваки ивица ове коцком може да се продужава или да се скрати да би деформисало коцку у различите друге облике. Углови коцке могу бити "гурнути" или "извучени" да би створили "сирове" криве путање.
Оно што видите је оно што добијете у реалном времену уређивања та способност омогућава дизајнерима нивоа да додају мноштво детаља на мапама, уз истовремено смањење времена проведеног на стварном стварању. Ово је у супротности са традиционалним модерним полигонима 3D покретача који узимају модел као суштински случајну серију троуглова од спољног програма моделирања, и настоје да просторно поделе троуглове модела након тога дељењем их уклопе у стабла структуре, као што је BSP стабло или чак "octree", који захтевају тешку претходну обраду да би рендеровали.